# Гришковка (Алтайский край)
Гришковка (также Александерфельд, нем. Alexanderfeld) — село в Немецком национальном районе Алтайского края, административный центр и единственный населённый пункт Гришковского сельсовета.
Население - 1256 (2021)

## Название
Своё первое название - Александрфельд - деревня получила по названию материнской колонии в Екатеринославской губернии. Село Александрфельд было переименовано в Гришковку после революции, так как первое название было связано с именем царя.

## История
Основано в 1908 переселенцами из Екатеринославской губернии. Основатели из братской меннонитской общины Марковка. До 1917 года меннонистко-баптистское село Барнаульского уезда Томской губернии. В селе имелись молельный дом, паровая мельница. С 1918 по 1923 год действовала частная школа. В 1926 году имелись пункт ликбеза, изба-читальня, начальная школа, сельсовет. В 1926 году организована сельскохозяйственная артель "Новый мир". В 1931 году - колхоз имени Тельмана.
В 1937-1938 годах многие были арестованы. В годы войны жители были призваны в трудовые армии. Жителей забирали в Пермь, на угольные шахты.
С 1950 года - в составе колхоза имени Молотова, с 1957 года - имени Ленина, затем колхоз "Степной". С 1956 года началось укрупнение деревень, в Гришковку стали переселяться жители из окрестных сёл. Они селились отдельными улицами: из Марковки и из Хортицы - на улице 50 лет Октября, из Степного - на улице Мира, из Каратала - на улице Новой.

## Физико-географическая характеристика
Село расположено в пределах Кулундинской равнины, относящейся к Западно-Сибирской равнине, на высоте 120 метров над уровнем моря. Рельеф местности равнинный. Село окружено полями. Распространены тёмно-каштановые почвы.
По автомобильным дорогам расстояние до районного центра села Гальбштадт — 18 км, до краевого центра города Барнаула — 420 км. Ближайший город Славгород расположен в 21 км к юго-западу от села.
Климат
Климат умеренный континентальный (согласно классификации климатов Кёппена-Гейгера — тип Dfb). Среднегодовая температура положительная и составляет +1,7° С, средняя температура самого холодного месяца января − 17,4 °C, самого жаркого месяца июля + 20,4° С. Многолетняя норма осадков — 304 мм, наибольшее количество осадков выпадает в июле — 55 мм, наименьшее в марте — по 12 мм
Часовой пояс
Гришковка, как и весь Алтайский край, находится в часовой зоне МСК+4. Смещение применяемого времени относительно UTC составляет +7:00.

## Население
| 1911  | 1926  | 1980  | 1989  | 1991  | 1995  | 1997  | 1998  | 1999  | 2000  | 2001  |
| ----- | ----- | ----- | ----- | ----- | ----- | ----- | ----- | ----- | ----- | ----- |
| 225   | ↗349  | ↗1376 | ↗1653 | ↘1640 | ↘1557 | ↗1652 | ↗1702 | ↘1674 | ↘1665 | ↘1599 |
| 2002  | 2003  | 2004  | 2005  | 2006  | 2007  | 2008  | 2009  | 2010  | 2011  | 2012  |
| ↗1602 | ↘1581 | ↘1538 | ↗1573 | ↘1540 | ↗1602 | ↗1607 | ↘1549 | ↘1389 | ↘1388 | ↘1381 |
| 2013  | 2014  | 2015  | 2016  | 2017  | 2018  | 2019  | 2020  | 2021  |       |       |
| ↘1373 | ↘1323 | ↘1322 | ↗1330 | ↘1310 | ↘1277 | ↗1279 | ↘1275 | ↘1256 |       |       |

Национальный состав
В 1995 году немцы составляли 87 % населения села.